# Mandrica
Mandrica (alb. Mandricë, bułg. Мандрица, gr. Μανδρίτσα) – wieś w południowej Bułgarii, w obwodzie Chaskowo, gminie Iwajłowgrad. Według danych Narodowego Instytutu Statystycznego, 31 grudnia 2011 roku wieś liczyła 52 mieszkańców. Miejscowość ta jest wyłącznie zamieszkana przez Albańczyków.

## Położenie
Mandrica położona jest nad prawym brzegiem Białej rzeki, we wschodniej części Rodop. Mieści się 19 km od Iwajłowgradu i 2 km od Szalonej rzeki, która stanowi granicę bułgarsko-grecką.

## Historia
Mandrica została założona w 1636 roku, a świadczy o tym wyryta w kamieniu data w cerkwi Sweta Nedela. Według legendy, wieś została założona przez albańskich chrześcijan z Mandradżiku (dzisiejsza Grecja), dostarczający żywności dla osmańskiej armii. Konstantynopol pozwalał im na korzystanie z ziem, w zamian za płacenie danin. Większość albańskich mieszkańców, osiedlająca się w XVIII wieku, zamieszkująca ówczesną Mandricę pochodzi z okolic Korczy a w XIX wieku z rejonów Souli i Epiru. Mandricańczcy z rejonu Souli zachowali swój tradycyjny ubiór do końca XIX wieku.
W 1873 roku w Mandricy odnotowano 250 domów i 1080 mieszkańców – Albańczyków. W 1908 roku Mandricę zamieszkiwało około 3500 mieszkańców głównie Grekomanów greckojęzycznych.
Na początku XX wieku w Mandricy usytuowano bazę greckiej propagandy zbrojnej. Mandrica została wyzwolona od panowania tureckiego 15 października 1912 dzięki bułgarskiej armii podczas wojny na Bałkanach. W 1913 roku Mandrica została zajęta przez Turcję, ale dzięki umowy z Konstantynopolu miejscowość ta ponownie znalazła się w granicach Bułgarii.
W 1914 roku mieszkańcy zaczęli opuszczać Mandricę w poszukiwaniu lepszych warunków życia. W 1929 roku nastąpiła kolejna masowa fala emigracji.

## Gospodarka
Dziś Mandrica stopniowo wyludnia się. Głównym zajęciem ludności jest jedwabnictwo, uprawa pól uprawnych i handel.
Od 2004 roku Mandrica jest włączona do trasy „Културни и исторически мистерии на Източните Родопи“ – „Kulturalne i historyczne misterie Wschodnich Rodop“.
W 2010 roku w Matocznie, Siwym kładancu i tutaj został nakręcony Mila z Marsa.

## Zabytki
W Mandricy znajdują się dwie cerkwie: Sweta Nedelja i Sweti Dimityr – jedna z najstarszych cerkwi w Rodopach. Ponadto znajdują się zachowane 3-piętrowe, masywne domy w stylu greckim.